# Josh Davis (nuotatore)
Josh Davis (San Antonio, 1º settembre 1972) è un ex nuotatore statunitense.

## Carriera
Specializzato nello stile libero, ha vinto tre ori e due argento nelle staffette ai Giochi olimpici di Atlanta 1996 e Sydney 2000, anche se non sempre ha nuotato nella finale, ma solamente nelle batterie di qualificazione.

## Palmarès
- Giochi olimpici

Atlanta 1996: oro nella 4x100m sl, nella 4x200m sl e nella 4x100m misti.
Sydney 2000: argento nella 4x100m sl e 4x200m sl.
- Mondiali

Roma 1994: oro nella 4x100m sl.
- Mondiali in vasca corta

Atene 2000: oro nella 4x200m sl e argento nella 4x100m sl.
- Giochi PanPacifici

Kōbe 1993: oro nei 200m sl e nella 4x200m sl.
Fukuoka 1997: oro nella 4x200m sl e argento nei 200m sl.
Sydney 1999: argento nella 4x100m sl e nella 4x200m sl.
- Giochi panamericani

Mar del Plata 1995: oro nei 400m sl, nella 4x100m sl e nella 4x200m sl e bronzo nei 200m sl.
- Universiadi

Sheffield 1991: argento nella 4x200m sl.
Fukuoka 1995: oro nei 400m sl, nella 4x100m sl, nella 4x200m sl e nella 4x100m misti e bronzo nei 100m sl.